# Georg Hackl

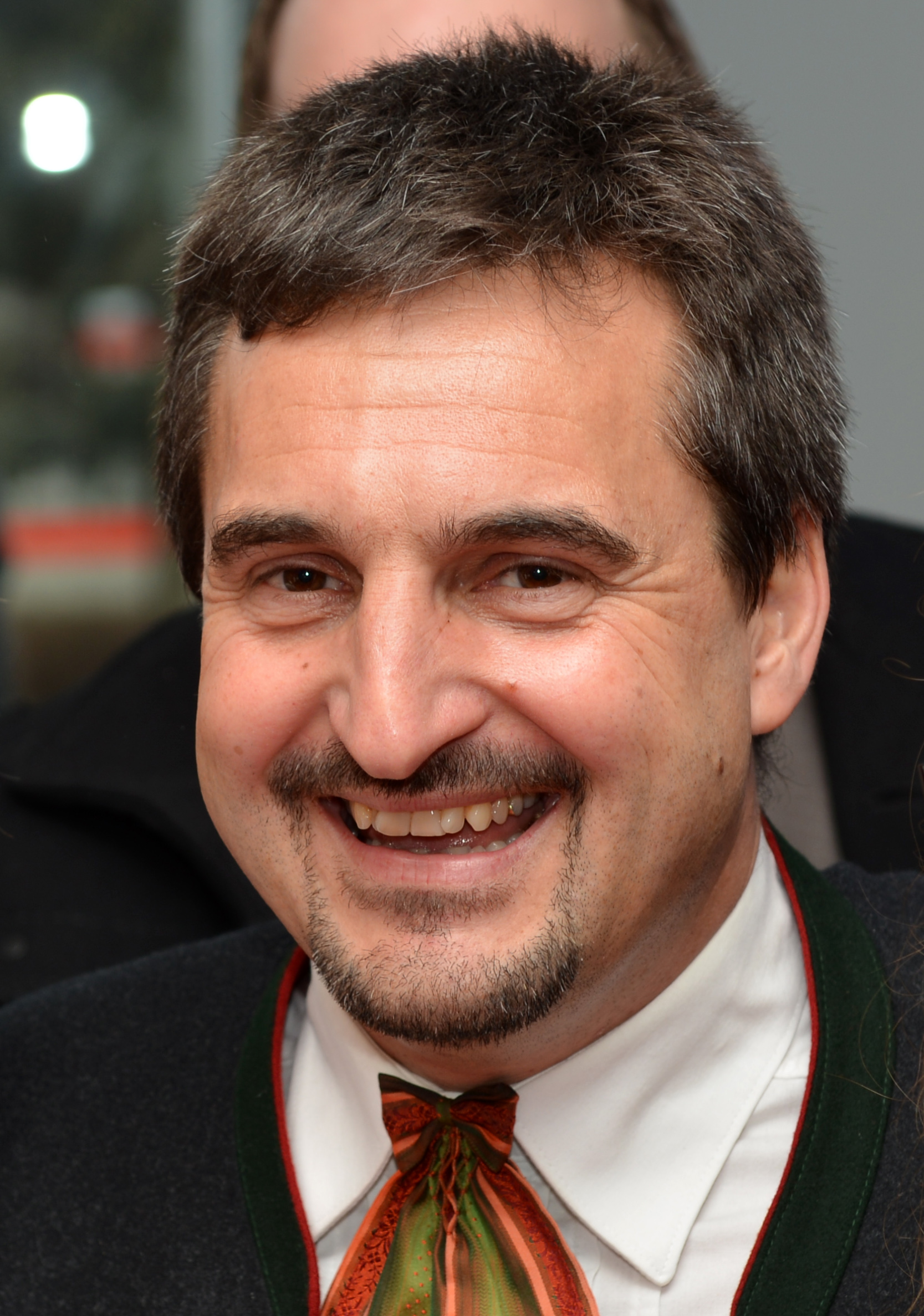
Georg Hackl 2014

Georg Hackl (Berchtesgaden, 9 september 1966) is een Duits rodelaar. Op de Olympische Winterspelen van 2002 in Salt Lake City schreef hij geschiedenis door voor de vijfde achtereenvolgende keer een medaille op de Winterspelen te winnen.
Georg Hackl maakte zijn olympische debuut op de Winterspelen van 1988. Op de bobbaan van Calgary won hij zilver op de individuele afdaling en werd hij vierde bij de tweemansrodel. Vanaf de Winterspelen van 1992 is de Duitser ongenaakbaar op het individuele nummer. In Albertville won Hackl zijn eerste gouden medaille en hij liet zich deze kleur ook in Lillehammer (1994) en Nagano (1998) omhangen. In Nagano zette hij een unieke prestatie neer door als eerste rodelaar alle vier de afdalingen te winnen bij de Winterspelen. De vijfde medaille in Salt Lake City was weer zilver van kleur.
In Turijn maakt hij kans op zijn zesde achtereenvolgende olympische medaille op de Olympische Winterspelen 2006. Dit lukte echter niet; hij werd zevende. Na deze Spelen zette Hackl een punt achter zijn carrière.
| Logo van de Olympische Spelen | Goud | Zilver | Brons | Logo van de Olympische Spelen |
|                               | 3    | 2      | 0     |                               |

1964: Thomas Köhler ·
1968: Manfred Schmid ·
1972: Wolfgang Scheidel ·
1976: Dettlef Günther ·
1980: Bernhard Glass ·
1984: Paul Hildgartner ·
1988: Jens Müller ·
1992: Georg Hackl ·
1994: Georg Hackl ·
1998: Georg Hackl ·
2002: Armin Zöggeler ·
2006: Armin Zöggeler ·
2010: Felix Loch ·
2014: Felix Loch ·
2018: David Gleirscher ·
2022: Johannes Ludwig
- Gemeinsame Normdatei: 124247008
- Virtual International Authority File: 23069327